# Лісево (Мазовецьке воєводство)
Лісево (пол. Lisewo) — село в Польщі, у гміні Плонськ Плонського повіту Мазовецького воєводства.
Населення — 201 особа (2011).
У 1975-1998 роках село належало до Цехановського воєводства.

## Демографія
Демографічна структура станом на 31 березня 2011 року:
|          | Загалом | Допрацездатний вік | Працездатний вік | Постпрацездатний вік |
| -------- | ------- | ------------------ | ---------------- | -------------------- |
| Чоловіки | 106     | 18                 | 75               | 13                   |
| Жінки    | 95      | 20                 | 55               | 20                   |
| Разом    | 201     | 38                 | 130              | 33                   |